# Slag bij Gisors
De Slag bij Gisors was een militair treffen op 28 september 1198 bij Courcelles-lès-Gisors tussen koning Filips II van Frankrijk en koning Richard I van Engeland.
Het conflict begon na het vervallen van een tijdelijke wapenstilstand tussen Filips II en Richard I, waarop beide koningen elkaars grondgebied begonnen binnen te vallen en te plunderen. Daarbij wist Richard het kasteel van Courcelles-lès-Gisors, waarop Filips II met enkele honderden ridders (voornamelijk uit het kroondomein) de Engelse koning uitreed. Hij wou namelijk vermijden dat het door hem in 1193 op de - toen gevangen - Richard veroverde kasteel van Gisors terug in Angevijnse handen zou vallen.
Richard wist de kleine strijdmacht van de Franse koning te onderscheppen, waarop deze op de vlucht sloeg over een brug over de Epte richting Gisors. Door het gewicht van de manschappen die overstaken stortte deze in en vielen verscheidene Fransen, waaronder Filips II, in de rivier. Richard schrijft hierover in zijn brief aan bisschop Filips van Durham: et rex Franciae, ut audivimus, bibit de riveria ("en de koning van Frankrijk, dat hebben we gehoord, dronk uit de rivier"). De connétable van Frankrijk, Jean de Montmirail, redde die dag door zijn snelle optreden evenwel Filips II van de verdrinkingsdood. Filips II wist weliswaar het kasteel van Gisors te bereiken, maar een groot aantal van zijn ridders (90 à 100) waren minder fortuinlijk en werden krijgsgevangenen gemaakt.
Kort voor deze slag zou Richard Dieu et mon droit ("God en mijn recht") hebben aangenomen als zijn persoonlijk motto (in zijn brief aan de bisschop: Deus et jus nostrum), hetwelk nadien uitgroeide tot devies van het Britse koningshuis.